# Giampiero Pinzi
Giampiero Pinzi (né le 11 mars 1981 à Rome) est un ancien footballeur international italien qui jouait au poste de milieu de terrain.

## Palmarès
- Vainqueur du Championnat d'Europe Espoirs 2004.